# Liste der Baudenkmäler in Regenstauf
Auf dieser Seite sind die Baudenkmäler in dem Oberpfälzer Markt Regenstauf zusammengestellt. Diese Tabelle ist eine Teilliste der Liste der Baudenkmäler in Bayern. Grundlage ist die Bayerische Denkmalliste, die auf Basis des Bayerischen Denkmalschutzgesetzes vom 1. Oktober 1973 erstmals erstellt wurde und seither durch das Bayerische Landesamt für Denkmalpflege geführt wird. Die folgenden Angaben ersetzen nicht die rechtsverbindliche Auskunft der Denkmalschutzbehörde.

## Baudenkmäler nach Ortsteilen

### Regenstauf
| Lage                              | Objekt                                | Beschreibung | Akten-Nr.     | Bild                                  |
| --------------------------------- | ------------------------------------- | --- | ------------- | ------------------------------------- |
| Am Kobel 1 (Standort)             | Ehemaliger Adelssitz                  | sogenannter Sitzhof, heute Wohnhaus, turmähnlicher dreigeschossiger Walmdachbau, früher höher, im Kern wohl 14. Jahrhundert | D-3-75-190-67 | Ehemaliger Adelssitz                  |
| Bahnhofstraße 7 (Standort)        | Wohnhaus                              | zweigeschossiger und traufständiger Satteldachbau mit Treppengiebel, neugotisch, um 1850. | D-3-75-190-1  | Wohnhaus                              |
| Bergstraße 9 (Standort)           | Wohnhaus                              | eingeschossiger und gestelzter Walmdachbau mit abgerundeter Ecke, 18./19. Jahrhundert | D-3-75-190-2  | Wohnhaus                              |
| Hauptstraße 1 (Standort)          | Wohnhaus                              | zweigeschossiger und giebelständiger Satteldachbau mit Erker auf Konsolsteinen und rundbogigem Portal, 16./17. Jahrhundert | D-3-75-190-6  | Wohnhaus                              |
| Hauptstraße 2 (Standort)          | Wohnhaus                              | zweigeschossiger Walmdachbau mit Hausmadonna, 18. Jahrhundert. | D-3-75-190-7  | Wohnhaus                              |
| Hauptstraße 4 (Standort)          | Wohnhaus                              | dreigeschossiger und traufständiger Pultdachbau mit Vorschussmauer und zweigeschossigem Hinterhaus mit Grabendach, 18./19. Jahrhundert. | D-3-75-190-8  | Wohnhaus                              |
| Hauptstraße 11 (Standort)         | Ehemaliges Gasthaus „Zum Reichsapfel“ | zweigeschossiger und giebelständiger Steildachbau, 1609/10 (dendro. dat.), Umbau nach Brand und Dachtragwerk 1722 (dendro. dat.). | D-3-75-190-9  | Ehemaliges Gasthaus „Zum Reichsapfel“ |
| Hauptstraße 19 (Standort)         | Wohn- und Geschäftshaus               | zweigeschossiger und traufständiger Satteldachbau mit Putzgliederungen, neubarock, Mitte 19. Jahrhundert. | D-3-75-190-10 | Wohn- und Geschäftshaus               |
| Hauptstraße 34 (Standort)         | Ehemaliges Amtsgericht                | Ehemaliges Amtsgericht, heute Kulturhaus, dreigeschossiger und giebelständiger Satteldachbau, 1785. | D-3-75-190-12 | weitere Bilder                        |
| Hauptstraße 35 (Standort)         | Ehemaliges Gasthaus                   | zweigeschossiger Mansardwalmdachbau, 18. Jahrhundert. | D-3-75-190-13 | Ehemaliges Gasthaus                   |
| Hauptstraße 44 (Standort)         | Ehemaliger Stadel                     | zweigeschossiger und giebelständiger Halbwalmdachbau mit korbbogigen Öffnungen, 18./19. Jahrhundert. | D-3-75-190-14 | Ehemaliger Stadel                     |
| Kirchplatz 1 (Standort)           | Kath. Pfarrkirche St. Jakobus d. Ä.   | dreischiffige Staffelhalle mit Fußwalm- und aufgeständertem Mittelschiffdach, mittlerem Westturm mit Zwiebelhaube und Putzgliederungen, 1849/50, Turm bis zum Helmansatz um 1730; mit Ausstattung. | D-3-75-190-3  | weitere Bilder                        |
| Kirchplatz 4 (Standort)           | Wohnhaus                              | zweigeschossiger und giebelständiger Satteldachbau mit Putzgesims, 1846. | D-3-75-190-4  | Wohnhaus                              |
| Kirchplatz 8 (Standort)           | Ehemaliger kath. Pfarrhof             | zweigeschossiger Satteldachbau in Ecklage, Erdgeschoss Rundbogenstil, 1847. | D-3-75-190-5  | Ehemaliger kath. Pfarrhof             |
| Marktplatz 1 (Standort)           | Wohnhaus                              | zweigeschossiger und giebelständiger Satteldachbau mit Schweifgiebel, barock, 18. Jahrhundert. | D-3-75-190-16 | Wohnhaus                              |
| Marktplatz 9 (Standort)           | Wohnhaus                              | zweigeschossiger und traufständiger Satteldachbau 17./18. Jahrhundert. | D-3-75-190-17 | Wohnhaus                              |
| Pracherstraße 10 (Standort)       | Wohnhaus                              | zweigeschossiger Mansardwalmdachbau, 18. Jahrhundert. | D-3-75-190-18 | Wohnhaus                              |
| Regensburger Straße 28 (Standort) | Ehemalige Pestkapelle St. Sebastian   | seit 1926 Kriegergedächtniskapelle, Saalbau mit abgewalmtem Satteldach, Schweifgiebel, Dachreiter mit Zwiebelhaube und Putzgliederungen, spätbarock, 1713/14, renoviert 1829 und 1936–38; Leichenhalle, eingeschossiger Walmdachbau mit Mittelarkaden, Rundbogenstil, 1904; Friedhofsmauer im Kern 1814, mit eingelassenen Grabsteinen des 19. Jahrhunderts. | D-3-75-190-19 | weitere Bilder                        |
| Schloßberg 1 (Standort)           | Aussichtsturm                         | Ziegelbau mit Rahmengliederungen, 1891, 1952 erhöht. | D-3-75-190-72 | weitere Bilder                        |
| Schloßberg 1 (Standort)           | Kriegerdenkmal                        | Obelisk auf Inschriftsockel und gestuftem Unterbau, bezeichnet 1904. | D-3-75-190-75 | Kriegerdenkmal                        |
| Schloßberg 1 (Standort)           | Lourdesgrotte mit Marienfigur         | Tuffstein und Eisen, bezeichnet 1888. | D-3-75-190-74 | Lourdesgrotte mit Marienfigur         |
| Schloßberg 1 (Standort)           | Brunnenhaus                           | Pultdachbau, neugotisch, Ende 19. Jahrhundert erbaut unter Verwendung von Quadern der mittelalterlichen Burg, um 1200. | D-3-75-190-73 | Brunnenhaus                           |
| Schloßberg 1 (Standort)           | Denkmal für Maximilian von Pracher    | Kubus mit Deckplatte, Inschriften und Aufsatz, spätklassizistisch, 1888. | D-3-75-190-20 | Denkmal für Maximilian von Pracher    |
| Wassergasse 5 (Standort)          | Ehemaliges Ackerbürgerhaus            | zweigeschossiger und traufständiger Satteldachbau, Mitte 18. Jahrhundert, Dach erneuert; Gartenmauer, Bruchstein, teilweise 18. Jahrhundert | D-3-75-190-66 | Ehemaliges Ackerbürgerhaus            |
| Wassergasse 11 (Standort)         | Wohnhaus                              | zweigeschossiger Satteldachbau in Ecklage, mit Schweifgiebel, Anfang 19. Jahrhundert | D-3-75-190-21 | Wohnhaus                              |
| Wassergasse 26 (Standort)         | Wohnhaus                              | zweigeschossiger, geständerter und traufständiger Satteldachbau mit Figurennische, 18./19. Jahrhundert | D-3-75-190-22 | Wohnhaus                              |

### Edlhausen
| Lage                    | Objekt                   | Beschreibung | Akten-Nr.     | Bild                     |
| ----------------------- | ------------------------ | --- | ------------- | ------------------------ |
| Edlhausen 8 (Standort)  | Ehemaliges Wohnstallhaus | zweigeschossiger und traufständiger Satteldachbau, 1854. | D-3-75-190-25 | Ehemaliges Wohnstallhaus |
| In Edlhausen (Standort) | Kapelle St. Theresia     | giebelständiger und abgewalmter Satteldachbau mit Frontpfeilern und Dachreiter mit welscher Haube, Heimatstil, 1929/30 nach Plänen von Johann Woock; mit Ausstattung. | D-3-75-190-68 | weitere Bilder           |

### Eitlbrunn
| Lage                            | Objekt                               | Beschreibung | Akten-Nr.     | Bild           |
| ------------------------------- | ------------------------------------ | --- | ------------- | -------------- |
| Forstbergweg (Standort)         | Marterl                              | Kruzifix im Viernageltypus, Gusseisen, auf gestuftem Polygonalpfeiler, Kalkstein, Mitte 19. Jahrhundert. | D-3-75-190-28 | Marterl        |
| Kallmünzer Straße 27 (Standort) | Figur                                | Christus am Ölberg, Holz, gefasst, Ende 17. Jahrhundert; in erneuertem Kapellenbau. | D-3-75-190-62 | weitere Bilder |
| Kallmünzer Straße 30 (Standort) | Kath. Pfarrkuratiekirche St. Michael | Saalbau mit Chorturm und Eingangsvorbau, 1958/59 von Karl Wirtensohn; mit Ausstattung, teilweise aus abgegangener Expositurkirche St. Jakob, 17.–20. Jahrhundert; Friedhofsmauer, Teilstück, Bruchstein, 17./18. Jahrhundert | D-3-75-190-63 | weitere Bilder |
| Kallmünzer Straße 33 (Standort) | Gasthof                              | zweigeschossiger und giebelständiger Satteldachbau, bezeichnet 1604, Umbauten 1. Hälfte 19. Jahrhundert | D-3-75-190-27 | Gasthof        |

### Fronau
| Lage                    | Objekt           | Beschreibung                                                   | Akten-Nr.     | Bild |
| ----------------------- | ---------------- | -------------------------------------------------------------- | ------------- | ---- |
| Lange Ziegen (Standort) | Drei Grenzsteine | an der Grenze Bayern / Pfalz-Neuburg, Granit, bezeichnet 1607. | D-3-75-190-76 | BW   |

### Glapfenberg
| Lage                     | Objekt                    | Beschreibung | Akten-Nr.     | Bild           |
| ------------------------ | ------------------------- | --- | ------------- | -------------- |
| Glapfenberg 9 (Standort) | Ehemaliges Hofmarkschloss | zweigeschossiger, gestelzter und giebelständiger Satteldachbau mit Staffelgiebel, 16. Jahrhundert; mit Ausstattung. | D-3-75-190-29 | weitere Bilder |

### Grafenwinn
| Lage                                 | Objekt    | Beschreibung | Akten-Nr.     | Bild      |
| ------------------------------------ | --------- | --- | ------------- | --------- |
| Glapfenberger Straße 5, 7 (Standort) | Bauernhof | Wohnstallhaus, eingeschossiger und traufständiger Satteldachbau, 18. Jahrhundert, Umbauten 19. Jahrhundert; ehemaliges Austragshaus, zweigeschossiger und giebelständiger Frackdachbau, wohl 1. Hälfte 19. Jahrhundert | D-3-75-190-30 | Bauernhof |

### Hagenau
| Lage                           | Objekt                              | Beschreibung | Akten-Nr.     | Bild                                |
| ------------------------------ | ----------------------------------- | --- | ------------- | ----------------------------------- |
| Ponholzer Straße 12 (Standort) | Wegkapelle Zum Gekreuzigten Heiland | giebelständiger Satteldachbau mit Putzgliederungen und Dachreiter, frühklassizistisch, letztes Drittel 18. Jahrhundert; mit Ausstattung. | D-3-75-190-31 | Wegkapelle Zum Gekreuzigten Heiland |

### Heilinghausen
| Lage                           | Objekt                                                        | Beschreibung | Akten-Nr.     | Bild           |
| ------------------------------ | ------------------------------------------------------------- | --- | ------------- | -------------- |
| Alte Regenstraße 5 (Standort)  | Gasthaus                                                      | zweigeschossiger und traufständiger Halbwalmdachbau, bezeichnet 1848, mit angebautem Stadel, Frackdachbau mit traufseitiger Altane.               | D-3-75-190-33 | Gasthaus       |
| Alte Regenstraße 6 (Standort)  | Wohnstallhaus                                                 | eingeschossiger und giebelständiger Halbwalmdachbau, Bruchstein, 18. Jahrhundert.                                                                 | D-3-75-190-34 | Wohnstallhaus  |
| Alte Regenstraße 10 (Standort) | Kath. Filialkirche und ehemalige Wallfahrtskirche St. Michael | Saalkirche mit abgewalmtem Satteldach und Dachreiter, Anfang 15. Jahrhundert, Wiederaufbau nach Brand 1793 durch Martin Widmann; mit Ausstattung. | D-3-75-190-35 | weitere Bilder |

### Hirschling
| Lage                      | Objekt                         | Beschreibung | Akten-Nr.     | Bild                           |
| ------------------------- | ------------------------------ | --- | ------------- | ------------------------------ |
| Köppelfeld (Standort)     | Wegkreuz                       | Dreinageltypus aus Gusseisen auf Steinsockel, spätes 19. Jahrhundert | D-3-75-190-38 | Wegkreuz                       |
| Regen (Standort)          | Figur des hl. Johannes Nepomuk | Figur auf gespiegeltem und profiliertem Sockel, Kalkstein, 18. Jahrhundert | D-3-75-190-39 | Figur des hl. Johannes Nepomuk |
| Schloßbreite 1 (Standort) | Schloss Hirschling             | Giebelständiger, gestelzter und dreigeschossiger Satteldachbau mit Treppengiebeln, Dachreiter und Schlosskapelle St. Dionysius, spätmittelalterlich, Umbauten 1697 und 1759; mit Ausstattung; Grundmauerreste eines ehemaligen Wohnturmes, Buckelquader, Granit, 12./13. Jahrhundert | D-3-75-190-36 | weitere Bilder                 |

### Holz
| Lage                     | Objekt   | Beschreibung | Akten-Nr.     | Bild |
| ------------------------ | -------- | --- | ------------- | ---- |
| Kapellenwiese (Standort) | Wegkreuz | sogenanntes Schuderer-Marterl, Dreinageltypus aus Gusseisen auf Säule mit Kapitell, neuromanisch, bezeichnet 1869. | D-3-75-190-41 | BW   |

### Karlstein
| Lage                                                              | Objekt                           | Beschreibung | Akten-Nr.     | Bild                             |
| ----------------------------------------------------------------- | -------------------------------- | --- | ------------- | -------------------------------- |
| Birkenzanter Straße 6 (Standort)                                  | Ehemaliges Schulhaus             | zweigeschossiger Mansardwalmdachbau, 2. Hälfte 18. Jahrhundert. | D-3-75-190-43 | Ehemaliges Schulhaus             |
| Forstenberg (Standort)                                            | Ruine Forstenberg                | fünfeckiger Bergfried und Mauerreste, Granitbruchstein, 2. Hälfte 13. Jahrhundert. | D-3-75-190-46 | weitere Bilder                   |
| Max-Graf-von-Drechsel-Straße 21 (Standort)                        | Felsenkeller                     | gewölbter Schacht mit Abzweig, 17. /18. Jahrhundert. | D-3-75-190-70 | Felsenkeller                     |
| Nähe Birkenzanter Straße (Standort)                               | Figur des hl. Johann von Nepomuk | Figur auf Sockel mit Kämpfer, Sandstein und Granit, spätbarock, um 1750, von Simon Sorg. | D-3-75-190-45 | Figur des hl. Johann von Nepomuk |
| Schloßparkstraße 5; Schloßparkstraße 7; Hirschengraben (Standort) | Schloss Karlstein                | Vierflügelanlage über trapezförmigem Grundriss, drei- und viergeschossiger Walmdachbau mit Risalit, wohl 16. Jahrhundert, im Kern mittelalterlich, Umbauten 19. Jahrhundert und 1901, Südfassade mit Zinnen und Treppengiebel neugotisch (Maximilianstil), Schlosskapelle St. Ulrich im Erdgeschoss des Südflügels, barock; mit Ausstattung; ehemalige Schlossökonomie, südwestlich dem Schloss vorgelagerte ein- und zweigeschossige Gebäudegruppe um Hof, bestehend aus Stadelbauten mit Stallungen und Brennerei, Wohn- und Werkstattgebäude, Getreidespeicher und erhaltenen Mauerzügen eines Nebengebäudes: Keller und Außenmauern aus Bruchstein, 16. bis 18. Jahrhundert, prägende Umbauten im 19. Jahrhundert; Brunnen, polygonales Becken mit obeliskförmigem Brunnenstock, spätklassizistisch, 2. Hälfte 19. Jahrhundert; Orangerie, verputzter Ziegel- und Bruchsteinbau, klassizistisch, 1842. | D-3-75-190-42 | weitere Bilder                   |
| Steppelwiese (Standort)                                           | Dorfbrunnen                      | sogenannter Fellerbrunnen, pyramidenförmiger Überbau mit profiliertem Abschluss, Sandstein auf Granitsockel, 2. Hälfte 18. Jahrhundert | D-3-75-190-69 | Dorfbrunnen                      |
| Zum Theresienhain 3 (Standort)                                    | Ehemaliges Forsthaus             | zweigeschossiger Walmdachbau, 1. Hälfte 18. Jahrhundert, Umbauten 1798. | D-3-75-190-44 | Ehemaliges Forsthaus             |

### Kirchberg
| Lage                   | Objekt                              | Beschreibung | Akten-Nr.     | Bild           |
| ---------------------- | ----------------------------------- | --- | ------------- | -------------- |
| Kirchberg 5 (Standort) | Pfarrhaus                           | zweigeschossiger und giebelständiger Satteldachbau, 18./19. Jahrhundert, im Kern spätgotisch; Pfarrstadel, traufständiger Halbwalmdachbau, wohl 18./19. Jahrhundert | D-3-75-190-48 | Pfarrhaus      |
| Kirchberg 7 (Standort) | Kath. Pfarrkirche Mariä Himmelfahrt | Saalbau mit eingezogenem Chor und Flankenturm mit Spitzdach, Chor und Turm im Kern gotisch, Langhaus 1769/70; ehemalige Ölbergkapelle, giebelständiger Satteldachbau, 18. Jahrhundert; mit Ausstattung; Gruft der Grafen von Drechsel, offenes Gehäuse mit Satteldach, Schweifgiebel und Frontsäulen, Tuffstein, neubarock, bezeichnet 1907 von J. Aschenbrenner; Das Fresko: Marienkrönung, darunter Franziskus ist von dem München Kunstmaler Josef Wittmann, Maler des Neubarock und gemalt in 1939. Auch das linke Seitenaltarbild Tod des Franz Xaver ist von Josef Wittmann und gemalt in 1941. Reste der Friedhofsmauer, Bruchstein, 18. Jahrhundert, im Kern wohl mittelalterlich. | D-3-75-190-47 | weitere Bilder |

### Kreuth
| Lage                | Objekt                   | Beschreibung                                                                                      | Akten-Nr.     | Bild           |
| ------------------- | ------------------------ | ------------------------------------------------------------------------------------------------- | ------------- | -------------- |
| Kreuth 1 (Standort) | Ehemaliges Wohnstallhaus | eingeschossiger Satteldachbau mit Mittelrisalit und Staffelgiebel, Granitquader, bezeichnet 1912. | D-3-75-190-49 | weitere Bilder |

### Loch
| Lage                      | Objekt             | Beschreibung | Akten-Nr.     | Bild           |
| ------------------------- | ------------------ | --- | ------------- | -------------- |
| Kapellenweg 22 (Standort) | Ehemaliges Schloss | jetzt Gut Rosenhof, zweigeschossiger und traufständiger Satteldachbau mit Zwerchhäusern, im Kern 18. Jahrhundert, Umbau 20. Jahrhundert; siehe auch unter Denkmalliste Teil B, Fundstellennr. 6838/0081. | D-3-75-190-50 | weitere Bilder |

### Maad
| Lage              | Objekt                   | Beschreibung                                                                         | Akten-Nr.     | Bild                     |
| ----------------- | ------------------------ | ------------------------------------------------------------------------------------ | ------------- | ------------------------ |
| Maad 6 (Standort) | Ehemaliges Wohnstallhaus | eingeschossiger und giebelständiger Krüppelwalmdachbau, Böhmerwaldtyp, wohl um 1800. | D-3-75-190-64 | Ehemaliges Wohnstallhaus |

### Marienthal
| Lage                    | Objekt   | Beschreibung                                                            | Akten-Nr.     | Bild     |
| ----------------------- | -------- | ----------------------------------------------------------------------- | ------------- | -------- |
| Marienthal 3 (Standort) | Gasthaus | zweigeschossiger Zweiflügelbau mit Walmdach, 2. Hälfte 19. Jahrhundert. | D-3-75-190-51 | Gasthaus |

### Ramspau
| Lage                              | Objekt                           | Beschreibung | Akten-Nr.     | Bild           |
| --------------------------------- | -------------------------------- | --- | ------------- | -------------- |
| Dorfstraße 1 (Standort)           | Schloss                          | zweigeschossiger Walmdachbau mit Putzgliederung und vier Rundtürmen mit Zwiebelhauben, 1706–26 (bezeichnet). | D-3-75-190-53 | weitere Bilder |
| Dorfstraße 3 (Standort)           | Pfarrhaus                        | zweigeschossiger und traufständiger Halbwalmdachbau, im Kern Ende 17. Jahrhundert. | D-3-75-190-54 | Pfarrhaus      |
| Dorfstraße 6 (Standort)           | Kath. Pfarrkirche St. Laurentius | Saalbau mit eingezogenem Chor, Flankenturm und Schweifgiebelfassade, neuklassizistisch, 1903/04 von Heinrich Hauberrisser und Joseph Koch, Turm spätgotisch; mit Ausstattung; Reste der Friedhofsmauer, auf der Südseite mit Strebepfeilern, Bruchstein, 17./18. Jahrhundert. | D-3-75-190-52 | weitere Bilder |
| Nähe Regen; Schloßberg (Standort) | Steinkreuz                       | griechische Form mit verbreiterten Enden, Granit, spätmittelalterlich, 15./16. Jahrhundert. | D-3-75-190-71 | Steinkreuz     |
| Pfeiferbrunn (Standort)           | Burgruine Ramspau                | Reste des fünfeckigen Bergfrieds und zweier Gewölbekeller, Bruchstein, um 1250, wohl im Dreißigjährigen Krieg zerstört. | D-3-75-190-56 | weitere Bilder |

### Spindlhof
| Lage                                           | Objekt            | Beschreibung | Akten-Nr.     | Bild           |
| ---------------------------------------------- | ----------------- | --- | ------------- | -------------- |
| Spindlhof 1; Im Gwendt; Spindlhof 2 (Standort) | Schloss Spindlhof | Hauptbau dreigeschossiger und traufständiger Satteldachbau mit Ecktürmen und Treppengiebel, im Stil der englischen Tudorgotik, im Kern 16. Jahrhundert, seit 1894 umgebaut; südöstlich davon Kapellentrakt mit Hauskapelle Hl. Familie, zweigeschossiger Walmdachbau mit Apsis, Putzgliederungen und Dachreiter, 1791, nach Brand 1799 Erneuerung von Turm und Kapelle, Apsis nach 1894 angebaut; Pavillon, zweigeschossiger Mansardwalmdachbau mit Blechdeckung, um 1800; Einfriedung mit Torbögen, Bruchsteinmauerwerk, 19. Jahrhundert; Landschaftsgarten, 19. Jahrhundert. | D-3-75-190-58 | weitere Bilder |

### Stadel
| Lage                  | Objekt   | Beschreibung                                                                  | Akten-Nr.     | Bild     |
| --------------------- | -------- | ----------------------------------------------------------------------------- | ------------- | -------- |
| Zimmerfels (Standort) | Wegkreuz | Viernageltypus auf Sockel mit Wappen, Kalkstein, spätbarock, bezeichnet 1773. | D-3-75-190-60 | Wegkreuz |

### Steinsberg
| Lage                            | Objekt                      | Beschreibung | Akten-Nr.     | Bild           |
| ------------------------------- | --------------------------- | --- | ------------- | -------------- |
| Am Schloß 1 (Standort)          | Ehemaliges Hofmarksschloss  | zweigeschossiger Steildachbau, wohl 17. Jahrhundert, mit angebautem Saaltrakt, zweigeschossiger Satteldachbau 19. Jahrhundert, modernisiert. | D-3-75-190-65 | weitere Bilder |
| Pfalzgrafenstraße 52 (Standort) | Kath. Pfarrkirche St. Josef | Saalbau mit eingezogenem Chor, und Fassadendachreiter, gotisierend, 1929/30 von Karl Schmid sen.; mit Ausstattung.                           | D-3-75-190-61 | weitere Bilder |

## Ehemalige Baudenkmäler
In diesem Abschnitt sind Objekte aufgeführt, die früher einmal in der Denkmalliste eingetragen waren, jetzt aber nicht mehr. Objekte, die in anderem Zusammenhang – also z. B. als Teil eines Baudenkmals – weiter eingetragen sind, sollen hier nicht aufgeführt werden. Aktennummern in diesem Abschnitt sind ehemalige, jetzt nicht mehr gültige Aktennummern.

| Lage                              | Objekt                  | Beschreibung                                                                                          | Akten-Nr.     | Bild                    |
| --------------------------------- | ----------------------- | --- | ------------- | ----------------------- |
| Diesenbach Schloßweg 2 (Standort) | Zugehöriger Steinstadel | Zugehöriger Steinstadel, traufständiger und unterkellerter Satteldachbau, Bruchstein, 18. Jahrhundert | D-3-75-190-23 | Zugehöriger Steinstadel |

## Abgegangene Baudenkmäler
In diesem Abschnitt sind Objekte aufgeführt, die früher einmal in der Denkmalliste eingetragen waren, jetzt aber nicht mehr existieren, z. B. weil sie abgebrochen wurden. Aktennummern in diesem Abschnitt sind ehemalige, jetzt nicht mehr gültige Aktennummern.

| Lage                                 | Objekt      | Beschreibung               | Akten-Nr. | Bild |
| ------------------------------------ | ----------- | -------------------------- | --------- | ---- |
| Regenstauf Hauptstraße 37 (Standort) | Schmid-Haus | im Sommer 2012 abgebrochen |           | BW   |